# Dálkové plavání
Dálkové plavání je odvětví plaveckých sportů spočívající v překonávání delších vzdáleností. Minimální hodnota pro dálkové plavání není přímo stanovena. Mezinárodní plavecká federace (FINA) definuje pouze 10 km olympijskou trať jako plavecký maraton. Všeobecně se za dálkové plavce považují specialisté na tratě delší jak 800 m. Termín dálkové plavání se nejčastěji používá v kontextu plavání na otevřené (volné) vodě. Dálkové plavání však lze provozovat kdekoliv ve vodě. V 25 a 50 metrových bazénech se vedou tabulky rekordů až do vzdálenosti 70 km, které jsou na otevřené vodě obtížně akceptovatelné kvůli proměnlivým přírodním podmínkám. 
Historicky nejznámější sportovní akcí v dálkovém plavání je přeplavání Lamanšského průlivu.

## Dálkové plavání na otevřené vodě
Plavání v řekách, jezerech, mořích, oceánech. Závodně od druhé poloviny devatenáctého století. Závodí se individuálně, distančně, etapově a hromadně. 
Prvním mužem, které překonal Lamanšský průliv, byl Brit Matthew Webb v roce 1875. Ve spojitosti s Lamanšským průlivem byla v roce 1927 založena jedna z prvních organizací zaměřené na závody v plavání na otevřené vodě Channel Swimming Association. Prvním Čechem, který přeplaval Lamanšský průliv byl František Venclovský v roce 1971 ve směru z Francie do Anglie. V opačném směru byl první Slovák Ján Novák v roce 1974. Ludmila Jelínková byla první Češkou v roce 1988. Yvetta Hlaváčová je od roku 2006 držitelkou nejrychlejšího času (7 h 25 minut) mezi ženami.
V Čechách patřilo k nejznámějším dálkovým závodům v plavání Napříč Prahou, jehož první ročník se uskutečnil v roce 1906. Trať měřila zhruba 3 km od železničního mostu po Čechův most. V době druhé poloviny dvacétáho století to byly závody na vodní nádrži Lipno.
Mezi historicky nejstarší závody s hromadným startem v dálkovém plavání na otevřené vodě patří závod z Capri do Neapole meřící cca 36 km. První ročník se plaval v roce 1954. Úspěchy na tomto závodě slavila na konci sedmdesátých let dvacátého století Češka Jitka Grundová.
Mezinárodní plavecká federace (FINA) uznala plavání na otevřené vodě jako oficiální disciplínu na konci osmdesátých let dvacátého století. V roce 2008 bylo plavání na otevřené vodě poprvé součástí olympijského programu.
S plaváním na otevřené vodě se lze setkat také u sportovního potápění, triatlonu a dalších podobných sportů např. kvadriatlon.

### Olympijské hry
Plavání na otevřené vodě se na olympijských hrách představilo poprvé na olympiádě v Pekingu 2008. Plavalo se na trati 10 km, která je také jedinou z disciplín dálkového plavání, jež byla zařazena do programu olympijských her. Mezi muži i ženami se představilo 25 plavců, kteří prošli sítem kvalifikací. Z České republiky startoval mezi muži Rostislav Vítek (17.), mezi ženami pak Jana Pechanová (8.).
V Londýně 2012 si účast zopakovala Jana Pechanová (9.). Mezi muže se žádný český plavec tentokrát nekvalifikoval.
V Riu 2016 se potřetí a naposledy na olympijských hrách představila v dálkovém plavání Jana Pechanová (19.). Závod mužů opět proběhl bez české účasti.
V Tokiu 2020 (v roce 2021) startoval v olympijském závodě Matěj Kozubek (24.) Mezi ženami české reprezentantky chyběly.
Do Paříže 2024 se kvalifikoval z českých reprezentantů pouze Martin Straka (20.). V ženském závodě se žádná z českých plavkyň nepředstavila.

## Dálkové plavání v bazénech
Plavání na dlouhé vzdálenosti v bazenech se plave výhradně individálně nebo distančně. Kvůli snadnému vyměření vzdálenosti a stojaté vodě je možné vést oficiální tabulky rekordů. V Česku jsou vedeny rekordy na 5 km, 10 km, 15 km, 20 km, 25 km, 30 km, 40 km, 50 km, 60 km, 70 km a 24 hodinový závod.